# Констанцій II
Флавій Юлій Констанцій II (лат. Flavius Julius Constantius, грец. Kōnstantios та Κωνστάντιος, 7 серпня 317, Сірмій — 3 листопада 361, Мопсуестія, Кілікія) — син Костянтина Великого, імператор з 337 по 353 роки східної частини, по 361 рік — усієї Римської імперії. 
Мав спеціальні титули перемоги: Gothicus Maximus («Великий переможець Ґотський»), 332 р.; Persicus Maximus («великий переможець Персії»), Sarmaticus Maximus («великий переможець Сарматський»), 338 р.; Adiabenicus Maximus («великий переможець адіабенський»), 343 р.; Alamannicus Maximus («великий переможець алеманський»), 355 р.; Germanicus Maximus («великий переможець германський»), 358 р.
Його правління характеризувалося постійними війнами на кордонах проти Сасанідської імперії, германських народів, в придунав'ї та північному причорномор'ї з сарматськими та слов'янськими племенами. В той час внутрішня Римська імперія пройшла через неодноразові громадянські війни і узурпації, що завершилися поваленням Констанція як імператора його двоюрідним братом Юліаном. Його релігійна політика розпалювала внутрішні конфлікти, які тривали після його смерті.

## Біографія

### Раннє життя та юність
Народився в імператорській сім'ї в Сірмії. 324 року 7-річним був призначений своїм батьком — Костянтином Великим цезаремв Нікомедію і отримав під свій контроль Східну частину імперії. Виховувався Флавієм Аблабієм.
Коли його брат Костянтин II був посланий батьком битися на кордони Дунаю та Причорномор'я, Констанцій був направлений в Галію, де здобув перемогу над готами, отримавши титул Великого переможця німецького (лат. Germanicus Maximus).
Після смерті батька у 337 році відбулася низка вбивств — військові убили родичів Костянтина Великого, залишилися лише сини померлого імператора і неповнолітні племінники. Констанцій у 20-річному віці разом з братами у цьому ж році прийняв титул августа. 
Відбулася конференція у Вімінаціумі, де провели поділ володінь. Констанцій отримав в управління Азію, також весь Схід імперії, починаючи з Мармурового моря. Його молодший брат Констант отримав Африку, Італію, Іллірію, Далмацію, старший Костянтин II — Галлію, Іспанію, Британію, також Константинополь. Балканський півострів (Фракія, Македонія і Ахая) дістався племіннику Костянтина Великого — Далмацію.
Мир між братами довго не протримався. На Заході у 340 році почалася боротьба між Константом і Костянтином II, в якій Костянтин загинув. Констант захопив його володіння і на 10 років отримав у свої руках весь Захід імперії, включно з Балканами. Незабаром почалися наступні проблеми у відносинах, але вже між Констанцієм і Константом. Констант став на сторону Афанасія Великого і виступив проти аріян, прихильником яких був Констанцій II. Проте до військового конфлікту не дійшло, брати помирилися і Афанасій Великий навіть повернувся із свого вигнання назад до Александрії. Попри те, що він почав підготовку до війни, Костянтин захворів і відправив Констанція на схід, щоб взяти на себе командування східним кордоном.  Перш ніж прибув Констанцій, перський генерал Нарсес, який, можливо, був братом короля, захопив Месопотамію і захопив Аміду. Констанцій негайно напав на Нарсеса, і після перенесених незначних невдач переміг і вбив його в битві під Нарасарою. Констанцій захопив Аміду і започаткував серйозну реформацію міста, зміцнивши стіни міста та побудувавши великі вежі. Він також побудував нову фортецю в околицях, назвавши її Антинополіс.

## Військова кар'єра

### Узурпатор Магненцій та перша війна з персами

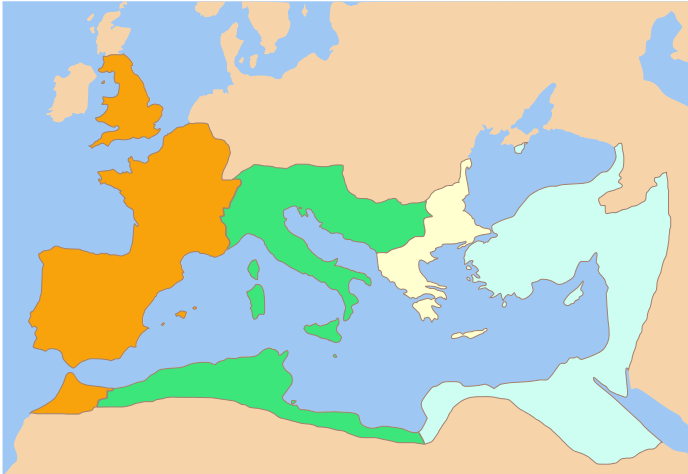
Поділ імперії між спадкоємцями Костянтина І:
Костянтин II
Констант
Далмацій Молодший
Констанцій II

Від батька Констанцій отримав східні провінції, включаючи Константинополь, Фракію, Малу Азію, Сирію, Єгипет та Киренаїку; його брат Костянтин отримав Британію, Галлію, Іспанію і Мавританію; і Констант, спочатку під наглядом Костянтина II, отримав Італію, Африку, Іллікрій, Панонію, Македонію і Ахею. Батько Констанція;— Костянтин Великий;— перед своєю смертю у 337 році планував напад на Імперію Сассанідів на сході, які проникли у римські провінції. По його смерті цю кампанію взяв на себе Констанцій. Бойові дії тривали з перемінним успіхом спочатку у Вірменії, потім у Межиріччі з 338 по 350 роки. Йому вдалося укріпити кордони. У 350р. на Сассанідів напали кочові народи — і римляни могли вивести значні військові угрупування з цього району. Констанцій залишив за себе намісником на сході цезаря Констанція Галла і одружив його із своєю сестрою Константиною. Він мусив повернутися на захід, щоб побороти загрози від узурпатора Магненція.
У 350 році Констант отримав супротивника — полководця Магненція, якого висунули  у Британії на імператора. Спалахнула неминуча війна. Магненцій зібрав величезні сили, включив у свою армію численних німецьких найманців і отримав чисельну перевагу над Константом. Констант незабаром став жертвою змови і загинув. У той же час Ветраніона — досвідченого командира та офіцера Констанція II — проголошено цезарем на заході. Це, очевидно, відбулося (1 березня 350 року) на прохання Костянтини — сестри імператора Констанція II, оголосити його цезарем на противагу Магненцію, поки Констанцій II був на війні на сході. Також Констанцій II присвоїв йому титул августа та переслав кошти на утримання армії. У цей час також була спроба узурпації влади Непотіаном, яку однак Ветраніон швидко придушив. При поверненні Констанція II з походу проти персів його зустрів Ветраніон у Найсі (тепер м. Ниш) з усіма почестями і передав йому свої війська. У грудні 350 року Ветраніон також склав з себе повноваження августа і провів решту свого життя спокійно і забезпечено у Бурсі. У 350 р., відмовившись від мирних пропозицій Констанція II, Магненцій вступив у придунайські провінції. Там, попри початкові невдачі, йому вдалося закріпитися в тилу армії Констанція, змусивши його повернути назад. Однак у 351 році Констанцій II розбив його військо у битві при Мурсі (сьогодні Осієк). Магненцій влітку 352 року повернувся з військами назад у Галію. Потім, зазнавши ще кілька поразок, Магненцій покінчив життя самогубством у Ліоні у 353 році.
З 354 по 356 рік Констанцій II провів низку військових дій проти германців, які не принесли очікуваного результату. Лише Флавію Клавдію Юліану вдалося  стабілізувати там ситуацію.

### Друга війна з персами
Констанцій Галл, залишений на сході, не виправдав сподівань Констанція, вів легкий спосіб життя, налаштував проти себе жителів Антіохії. Навіть сестра Констанція та дружина Галла — Константина не могли вплинути на нього. Через це у 354 році його страчено. 355 року він призначив на заході цезарем Юліана, а сам вирушає на схід, створивши декілька легіонів (Legio I Flavia Constantia).
У 357 та 359 роках успішно воював з квадами і сарматами на Балканах. Констанцій II вступив у переговори з Шапуром II — королем персів. 358 року Шапур II вимагав віддати йому Межиріччя та Вірменію — Констанцій відмовив. 359 року почався наступ персів, до якого, очевидно, римляни не були підготовлені й втратили території. Констанцій II викликав війська з Галлії для підкріплення. Однак у Галлії в той час війська проголосили імператором Юліана. Шапуру II не вдалося у той час проникнути у глибину римської території, до того ж король Вірменії став на сторону римлян. Однак війська сходу і заходу імперії рухалися одно проти одного. Юліан дійшов до Дунаю і взяв штурмом Сірмій, але до вирішальної битви не дійшло.

### Війна проти Магненція
Будучи єдиним уцілілим сином Костянтина Великого, Констанцій вважав, що гідний посади імператора він єдиний, і він вирішив піти на захід, щоб боротися з узурпатором Магненцієм. Однак, відчуваючи, що на сході все ще потрібна якась імперська присутність, він підійняв свого двоюрідного брата Констанція Галла до Цезаря з східних провінцій. Як додатковий захід, щоб забезпечити лояльність свого двоюрідного брата, він одружився зі старцем його двох сестер, Константиною.
Перш ніж зіткнутися з Магненцієм, Констанцій вперше погодився з Ветраніо, вірним генералом в Іллірікумі, який нещодавно був визнаним імператором своїми солдатами. Ветраніо негайно надіслав листа Констанцію, що запевняє свою вірність, яку Констанцій, можливо, прийняв просто для того, щоб зупинити Маґненція. Ці події, можливо, були спричинені діями Костянтини, яка відтоді їздила на схід, щоб одружитися. Згодом Констанцій відправив Ветраніо імператорську діадему і визнав генерала Августом. Однак, коли прибув Констанцій, Ветраніо охоче прийняв пропозицію Констанція про комфортну відставку в Віфінії.
У 351 році Констанцій зіткнувся з Магненцієм у Паннонії з великою армією. Наступна битва за Мурса-Майор була однією з найбільших і найкривавіших битв між двома римськими арміями. Результатом стала перемога Констанція, але Мангенцій пережив битву і, вирішивши боротися, вийшовши у північну Італію. Однак Констанцій звертав свою увагу на захист придунайської межі, де він провів перші місяці 352 року під час кампанії проти сарматів уздовж середнього Дунаю. Після досягнення своїх цілей Констанцій просунувся на Магнації в Італії. Ця акція призвела до того, що італійські міста перевели свою вірність йому і витіснили гарнізон узурпатора. 
У 353 році Констанцій і Магненцій зустрілися в останній раз у битві при Монсе Селеук в південній Галлії, і знову Констанцій став переможцем. Мангенцій, усвідомлюючи безперспективність продовження своєї позиції, покінчив життя самогубством 10 серпня 353 року. Однак, відчуваючи, що на сході все ще потрібна якась імперська присутність, він підійняв свого двоюрідного брата Констанція Галла до Цезаря з східних провінцій. Як додатковий захід, щоб забезпечити лояльність свого двоюрідного брата, він одружився зі старцем його двох сестер, Константиною.

## Війна зі сарматами і квадами
Дізнавшись про вторгнення варварів, Констанцій прибув до Сірмія (суч. Сремська-Мітровіца), де провів зиму, отримуючи повідомлення про хід військових дій. Сармати та квади діяли невеликими кінними загонами, що ускладнювало боротьбу з ними. Паннонія була спустошена. 
Навесні 358 року імператор, зібравши значні сили, виступив проти нападників. Дійшовши до зручного пункту на річці Істр (суч. Дунай), який знаходився в розливі через танення снігів, римляни навели міст на судах. Констанцій зі своїм військом переправився на ворожі землі (дунайська кордон провінції Паннонії) і піддав їх спустошенню. Сармати були заскочені зненацька, бо не очікували такої стрімкості й не змогли організувати опору. Розсіявшись, вони втекли зі своїх селищ. Римляни також розорили ворожі землі на кордоні, що прилягає до провінції Прибережна Валерія. Сармати пішли на хитрість: вони розділилися на три загони й, вдавши що просять миру, вирішили несподівано атакувати римлян. Їм на допомогу наспіли квади. Але попри шалену атаку, римські солдати розбили варварів; багато з них були перебиті, інші вислизнули по знайомим їм стежками. Побоюючись нових спустошень, варвари стали просити миру, знаючи, що імператор в подібних випадках виявляв велику поблажливість. Було укладено угоду, за якою за варварами зберігалися їхні землі, їм, в свою чергу, — слід було видати всіх полонених римлян. Сармати були прийняті в римське підданство. Констанцій відправився в Брегеціон, щоб звідти розбити квадів. Квади також запросили миру і погодилися виконати всі умови імперії. 
Після настільки успішної кампанії було вирішено напасти на сарматів-лімігантів. Дізнавшись про те, що імператор зібрав величезні сили, ліміганти стали просити миру і зобов'язалися: платити щорічну данину, постачати допоміжні загони і бути в повній покорі, але вирішили, що якщо їм буде наказано переселитися на іншу землю, вони відмовляться, бо їхні нинішні землі мали гарний природний захист від ворогів. 
Констанцій запросив лімігантів до себе на переговори на римську територію. Всім своїм виглядом вони показували, що не погодяться на римські умови. Передбачаючи небезпеку, імператор непомітно розділив армію на кілька загонів і оточив лімігантів. Зі своєю свитою і охоронцями він продовжував переконувати сарматських вождів прийняти свої умови. Позаяк вечоріло, а зволікання було небезпечно, римляни атакували противника. Ліміганти ущільнили свої ряди і направили свій головний удар прямо на Констанція, який знаходився на височині. Римські легіонери вишикувались клином і відкинули противника. Ліміганти проявляли завзятість і знову намагалися пробитися до Констанція. Але римські піхотинці, вершники і імператорська гвардія відбили всі атаки. Ліміганти були повністю розгромлені, зазнавши величезних втрат, а їхні залишки відступили. 
Римляни напали на селища лімігантів, переслідуючи тих, хто втік з поля бою і зник в оселях. Вони руйнували  легкі варварські хатини, вбиваючи мешканців. Знищено було все, що могло служити притулком. Римляни жорстоко переслідували противника й здобули  цілковиту перемогу в запеклому бою в болотистій місцевості. Вони рушили далі, але оскільки не знали доріг, то вдалися до допомоги германських племен тайфалів. З їхньою допомогою була здобута ще одна перемога. 
Ліміганти довго не могли вирішити, як вчинити: продовжити боротьбу або погодитися на умови римлян. Їхні старійшини вирішили припинити боротьбу. Основна частина лімігантів з'явилася до римського табору. Вони були помилувані, й переселилися в місця, зазначені римлянами. Деякий час ліміганти поводились спокійно. 
Констанцій вдруге прийняв титул перемоги «Великий переможець Сарматський», а потім, оточений своїм військом, сказав із трибуни промову, в якій прославляв римських воїнів. Військо зустріло його слова радістю, а Констанцій після дводенного відпочинку з тріумфом повернувся в Сірмій і відправив війська на місця  постійної дислокації.

## Єдиний правитель імперії
Констанцій витратив більшу частину кінця 353 і початку 354 року на кампанію проти алеманів на Дунайському кордоні. Похід був успішним, і рейдерство з боку алеманів тимчасово припинилося. Тим часом Констанцій отримував тривожні повідомлення про дії свого двоюрідного брата Галла. Можливо в результаті цих доповідей Констанцій уклав мир з алеманами і відправився в Медіолан.
У Медіолані Констанцій, з причин, які залишаються неясними, викликав до себе Галла. Потім він призвав як Галла, так і Константину. Галла заарештували у Поетовії солдати Констанція під командуванням Барбатіо. Галл стверджував, що саме Константина винна у всіх негараздах, що сталися,  коли імператор очолював східні провінції. Це обурило Констанція так сильно, що він негайно наказав стратити Галла. Невдовзі імператор передумав і скасував  страту. На жаль для Галла один з євнухів Констанція, Євсевій, затримав повідомлення про скасування, і Галла було страчено.

## Релігійні питання

### Язичництво
Попри деякі укази Констанція, він ніколи не робив жодних спроб розпустити різні римські священичі колегії або вестальські храми, він ніколи не діяв проти різних язичницьких шкіл, і, часом, він дійсно доклав певних зусиль, щоб захистити язичництво. Фактично, він навіть наказав обрати священика для Африки. Крім того, він залишився великим понтифіком і був обожнений римським сенатом після його смерті. Його відносна помірність по відношенню до язичництва відображається тим, що через двадцять років після його смерті, під час правління Граціана, будь-який язичницький сенатор протестував проти поводження з релігією.

### Християнство
Попри те, що Констанцій часто вважався аріанцем, насправді він віддавав перевагу третій компромісній версії, що лежить десь між аріанством і Нікейським символом віри, ретроспективно називаним напів-аріанством. Під час свого правління Констанцій спробував сформувати християнську церкву, що слідувала б цій компромісній позиції, скликав кілька християнських рад. Великі ради 359–360 років не вважаються екуменічними в традиціях церкви, і Констанцій II  згадується не як реставратор єдності, але як єретик, який довільно наклав свою волю на церкву.

### Юдаїзм
За правління Констанція юдаїзм постав перед суворими обмеженнями. Констанцій, схоже, дотримувався антиєврейської політики, що відповідала політиці його батька. На початку свого правління він разом зі своїми братами видав  указ, що обмежував  представникам єврейського народу володіння рабами і заборонив шлюби між євреями та християнськими жінками. Пізніше указ, виданий Констанцієм уже тоді, як він став єдиним імператором, постановив конфіскацію всього майна особам, що навернулися до юдаїзму з християнства. Однак дії Констанція в цьому відношенні не були так пов'язані з єврейською релігією, як з єврейським бізнесом — очевидно приватні єврейські підприємства часто конкурували з державними господарствами. Тож Констанцій, можливо, прагнув забезпечити перевагу державним підприємствам, обмеживши доступ єврейського бізнесу до кваліфікованих робітників і рабів.

## Смерть
Констанцій II помер, ослаблений гарячкою і труднощами минулих років. Юліан доправив тіло Констанція до Константинополя, щоб надати йому останні почесті. Констанція — третя дочка Констанція ІІ — стала пізніше дружиною Граціана.

## Родина
- Дружина — Констанція, донька Юлія Констанція, цезаря. Дітей не було.
- Дружина — Євсебія, донька Флавія Євсебія, консула 347 року. Дітей не було.
- Дружина — Фаустіна. Діти: Флавія Максима Констанція, дружина імператора Граціана.